# Convocazioni per la CONCACAF Gold Cup 2011
Elenco di giocatori convocati da ciascuna Nazionale di calcio partecipante alla CONCACAF Gold Cup 2011.

## Gruppo A

### Costa Rica
Allenatore:  Ricardo La Volpe
| N. | Pos. | Giocatore          | Data nascita (età)          | Pres. | Squadra         |
| -- | ---- | ------------------ | --------------------------- | ----- | --------------- |
| 1  | P    | Keylor Navas       | 15 dicembre 1986 (24 anni)  | 23    | Albacete        |
| 2  | D    | Cristian Gamboa    | 24 ottobre 1989 (21 anni)   | 8     | Fredrikstad     |
| 3  | D    | Jhonny Acosta      | 21 luglio 1983 (27 anni)    | 1     | Alajuelense     |
| 4  | D    | José Salvatierra   | 10 ottobre 1989 (21 anni)   | 0     | Alajuelense     |
| 5  | C    | Celso Borges (c)   | 27 maggio 1988 (23 anni)    | 31    | Fredrikstad     |
| 6  | D    | Heiner Mora        | 20 giugno 1984 (26 anni)    | 9     | Saprissa        |
| 7  | A    | Cristian Bolaños   | 17 maggio 1984 (27 anni)    | 35    | Copenhagen      |
| 8  | C    | David Guzmán       | 18 febbraio 1990 (21 anni)  | 7     | Saprissa        |
| 9  | A    | Álvaro Saborío     | 25 marzo 1982 (29 anni)     | 64    | Real Salt Lake  |
| 10 | A    | Bryan Ruiz         | 18 agosto 1985 (25 anni)    | 34    | Twente          |
| 11 | C    | Diego Madrigal     | 19 marzo 1989 (22 anni)     | 6     | Cerro Porteño   |
| 12 | A    | Joel Campbell      | 26 giugno 1992 (18 anni)    | 1     | Saprissa        |
| 14 | D    | Bryan Oviedo       | 18 febbraio 1990 (21 anni)  | 6     | Nordsjælland    |
| 15 | D    | Júnior Díaz        | 12 settembre 1983 (27 anni) | 42    | Wisła Cracovia  |
| 16 | A    | Marco Ureña        | 5 marzo 1990 (21 anni)      | 13    | Kuban Krasnodar |
| 17 | A    | Josué Martínez     | 25 marzo 1990 (21 anni)     | 10    | Saprissa        |
| 18 | P    | Donny Grant        | 12 aprile 1976 (35 anni)    | 6     | San Carlos      |
| 19 | D    | Óscar Duarte       | 3 giugno 1989 (22 anni)     | 2     | Saprissa        |
| 20 | D    | Dennis Marshall    | 9 agosto 1985 (25 anni)     | 15    | Aalborg         |
| 21 | A    | Randall Brenes     | 13 agosto 1983 (27 anni)    | 10    | Cartaginés      |
| 22 | C    | José Miguel Cubero | 14 febbraio 1987 (24 anni)  | 8     | Herediano       |
| 23 | P    | Leonel Moreira     | 4 febbraio 1990 (21 anni)   | 0     | Herediano       |
| 24 | C    | Allen Guevara      | 16 aprile 1989 (22 anni)    | 4     | Alajuelense     |

### Cuba
Allenatore: Raúl González Triana
| N. | Pos. | Giocatore           | Data nascita (età)         | Pres. | Squadra             |
| -- | ---- | ------------------- | -------------------------- | ----- | ------------------- |
| 1  | P    | Odelín Molina       | 3 agosto 1974 (36 anni)    | 76    | Villa Clara         |
| 2  | C    | Carlos Francisco    | 22 maggio 1990 (21 anni)   | 19    | Santiago de Cuba    |
| 3  | D    | Yénier Márquez      | 1º marzo 1979 (32 anni)    | 91    | Villa Clara         |
| 4  | D    | Hánier Dranguet     | 27 aprile 1982 (29 anni)   | 21    | Guantánamo          |
| 5  | D    | Jorge Luís Clavelo  | 8 agosto 1982 (28 anni)    | 27    | Villa Clara         |
| 6  | C    | Yoel Colomé         | 15 ottobre 1982 (28 anni)  | 24    | Ciudad de La Habana |
| 7  | C    | Marcel Hernández    | 11 aprile 1989 (22 anni)   | 11    | Ciudad de La Habana |
| 8  | C    | Jaime Colomé (c)    | 30 giugno 1979 (31 anni)   | 63    | Ciudad de La Habana |
| 9  | A    | Alaín Cervantes     | 17 novembre 1983 (27 anni) | 56    | Ciego de Ávila      |
| 10 | A    | Roberto Linares     | 10 febbraio 1986 (25 anni) | 28    | Villa Clara         |
| 12 | P    | Julio Pichardo      | 10 gennaio 1990 (21 anni)  | 1     | Las Tunas           |
| 14 | D    | Aliannis Urgellés   | 25 giugno 1985 (25 anni)   | 28    | Guantánamo          |
| 15 | A    | Yaudel Lahera       | 9 febbraio 1991 (20 anni)  | 5     | Ciudad de La Habana |
| 16 | D    | Reysander Fernández | 22 agosto 1984 (26 anni)   | 57    | Ciego de Ávila      |
| 17 | A    | Yosniel Mesa        | 11 maggio 1984 (27 anni)   | 6     | Cienfuegos          |
| 18 | C    | Dagoberto Quesada   | 6 ottobre 1987 (23 anni)   | 7     | Camagüey            |
| 19 | C    | Francisco Carrazana | 23 dicembre 1985 (25 anni) | 1     | Cienfuegos          |
| 20 | C    | Alberto Gómez       | 12 febbraio 1988 (23 anni) | 5     | Guantánamo          |

### El Salvador
Allenatore:  Rubén Israel
| N. | Pos. | Giocatore           | Data nascita (età)         | Pres. | Squadra          |
| -- | ---- | ------------------- | -------------------------- | ----- | ---------------- |
| 1  | P    | Miguel Montes       | 12 febbraio 1980 (31 anni) | 38    | Isidro Metapán   |
| 2  | D    | Xavier García       | 26 giugno 1990 (20 anni)   | 8     | Luis Ángel Firpo |
| 3  | D    | Marvin González (c) | 17 aprile 1982 (29 anni)   | 82    | Águila           |
| 4  | D    | Steve Purdy         | 5 febbraio 1985 (26 anni)  | 0     | Portland Timbers |
| 5  | D    | Víctor Turcios      | 13 aprile 1988 (23 anni)   | 18    | Luis Ángel Firpo |
| 6  | C    | Shawn Martin        | 15 febbraio 1987 (24 anni) | 28    | Águila           |
| 7  | C    | Ramón Sánchez       | 25 maggio 1982 (29 anni)   | 65    | Águila           |
| 8  | C    | Osael Romero        | 18 aprile 1986 (25 anni)   | 51    | Chivas USA       |
| 9  | A    | Rudis Corrales      | 6 novembre 1979 (31 anni)  | 71    | Alianza          |
| 10 | C    | Eliseo Quintanilla  | 5 febbraio 1983 (28 anni)  | 51    | Ermis Aradippou  |
| 11 | A    | Rodolfo Zelaya      | 3 luglio 1988 (22 anni)    | 24    | Léon             |
| 12 | C    | Arturo Álvarez      | 28 giugno 1985 (25 anni)   | 16    | S.J. Earthquakes |
| 13 | D    | Deris Umanzor       | 7 gennaio 1980 (31 anni)   | 43    | Chicago Fire     |
| 14 | C    | Dennis Alas         | 10 gennaio 1985 (26 anni)  | 56    | Luis Ángel Firpo |
| 15 | C    | Edwin Sánchez       | 21 febbraio 1990 (21 anni) | 6     | UES              |
| 16 | C    | Jaime Alas          | 30 luglio 1989 (21 anni)   | 10    | Luis Ángel Firpo |
| 17 | A    | Léster Blanco       | 17 gennaio 1989 (22 anni)  | 10    | Isidro Metapán   |
| 18 | P    | Dagoberto Portillo  | 16 novembre 1979 (31 anni) | 11    | Once Municipal   |
| 19 | D    | Reynaldo Hernández  | 11 novembre 1984 (26 anni) | 4     | Vista Hermosa    |
| 20 | C    | Andrés Flores       | 31 agosto 1990 (20 anni)   | 13    | Isidro Metapán   |
| 21 | C    | Gilberto Baires     | 11 aprile 1990 (21 anni)   | 5     | Atlético Marte   |
| 22 | P    | Juan José Gómez     | 8 novembre 1980 (30 anni)  | 61    | Luis Ángel Firpo |
| 23 | D    | Luis Anaya          | 19 maggio 1981 (30 anni)   | 29    | UES              |

### Messico
Allenatore:  José Manuel de la Torre
| N.  | Pos. | Giocatore            | Data nascita (età)          | Pres. | Squadra             |
| --- | ---- | -------------------- | --------------------------- | ----- | ------------------- |
| 1   | P    | Guillermo Ochoa*     | 13 luglio 1985 (25 anni)    | 44    | América             |
| *1  | P    | Luis Ernesto Michel  | 21 luglio 1979 (31 anni)    | 5     | Guadalajara         |
| 2   | D    | Francisco Rodríguez* | 20 ottobre 1981 (29 anni)   | 60    | PSV                 |
| *2  | D    | Héctor Reynoso       | 3 ottobre 1980 (30 anni)    | 0     | Guadalajara         |
| 3   | D    | Carlos Salcido       | 2 aprile 1980 (31 anni)     | 85    | Fulham              |
| 4   | D    | Rafael Márquez (c)   | 13 febbraio 1979 (32 anni)  | 100   | New York Red Bulls  |
| 5   | D    | Ricardo Osorio       | 30 marzo 1980 (31 anni)     | 81    | Monterrey           |
| 6   | C    | Gerardo Torrado      | 30 aprile 1979 (32 anni)    | 126   | Cruz Azul           |
| 7   | A    | Pablo Barrera        | 21 giugno 1987 (23 anni)    | 32    | West Ham United     |
| 8   | C    | Israel Castro        | 20 dicembre 1980 (30 anni)  | 37    | UNAM                |
| 9   | A    | Aldo de Nigris       | 22 luglio 1983 (27 anni)    | 7     | Monterrey           |
| 10  | A    | Giovani dos Santos   | 11 maggio 1989 (22 anni)    | 39    | Racing Santander    |
| 11  | A    | Ángel Reyna          | 19 settembre 1984 (26 anni) | 4     | América             |
| 12  | P    | Alfredo Talavera     | 18 settembre 1982 (28 anni) | 1     | Toluca              |
| 13  | C    | Jesús Zavala         | 21 luglio 1987 (23 anni)    | 1     | Monterrey           |
| 14  | A    | Javier Hernández     | 1º giugno 1988 (23 anni)    | 23    | Manchester Utd      |
| 15  | D    | Héctor Moreno        | 17 gennaio 1988 (23 anni)   | 19    | Espanyol            |
| 16  | C    | Efraín Juárez        | 22 febbraio 1988 (23 anni)  | 28    | Celtic              |
| 17  | C    | Sinha*               | 23 maggio 1976 (35 anni)    | 51    | Toluca              |
| *17 | D    | Paul Aguilar         | 6 marzo 1986 (25 anni)      | 15    | América             |
| 18  | C    | Andrés Guardado      | 28 settembre 1986 (24 anni) | 66    | Deportivo La Coruña |
| 19  | D    | Édgar Dueñas*        | 5 marzo 1983 (28 anni)      | 7     | Toluca              |
| *19 | A    | Marco Fabián         | 21 luglio 1989 (21 anni)    | 1     | Guadalajara         |
| 20  | D    | Jorge Torres Nilo    | 16 gennaio 1988 (23 anni)   | 11    | Atlas               |
| 21  | C    | Christian Bermúdez*  | 26 aprile 1987 (24 anni)    | 1     | Atlante             |
| *21 | D    | Hiram Mier           | 25 agosto 1989 (21 anni)    | 1     | Monterrey           |
| 22  | A    | Elías Hernández      | 29 aprile 1988 (23 anni)    | 6     | Morelia             |
| 23  | P    | Jonathan Orozco      | 12 maggio 1986 (25 anni)    | 1     | Monterrey           |

Durante il torneo è stato annunciato che 5 giocatori della nazionale messicana (Antônio Naelson, Christian Bermúdez, Édgar Dueñas, Francisco Javier Rodríguez and Guillermo Ochoa), sono stati trovati positivi al Clenbuterolo prima della Gold Cup, e son quindi stati esclusi dalla selezione. 
Il Comitato Organizzatore della CONCACAF Gold Cup ha annunciato il 19 giugno, che il Messico sarà autorizzato a sostituire i giocatori sospesi 
Il Messico ha convocato i seguenti cinque giocatori come sostituti:
| N. | Pos. | Giocatore                     | Data nascita (età)       | Pres. | Squadra     |
| -- | ---- | ----------------------------- | ------------------------ | ----- | ----------- |
| 1  | P    | Luis Ernesto Michel (standby) | 21 luglio 1979 (31 anni) | 5     | Guadalajara |
| 2  | D    | Héctor Reynoso                | 3 ottobre 1980 (30 anni) | 0     | Guadalajara |
| 17 | D    | Paul Aguilar                  | 6 marzo 1986 (25 anni)   | 15    | Pachuca     |
| 19 | A    | Marco Fabián (standby)        | 21 luglio 1989 (21 anni) | 1     | Guadalajara |
| 21 | D    | Hiram Mier                    | 25 agosto 1989 (21 anni) | 1     | Monterrey   |

## Gruppo B

### Guatemala
Allenatore:  Ever Hugo Almeida
| N. | Pos. | Giocatore              | Data nascita (età)          | Pres. | Squadra            |
| -- | ---- | ---------------------- | --------------------------- | ----- | ------------------ |
| 1  | P    | Ricardo Jérez, Jr.     | 4 febbraio 1986 (25 anni)   | 5     | USAC               |
| 2  | D    | Henry Medina           | 16 marzo 1981 (30 anni)     | 22    | Heredia            |
| 3  | D    | Cristian Noriega       | 20 marzo 1987 (24 anni)     | 17    | Municipal          |
| 4  | D    | Carlos Castrillo       | 16 maggio 1985 (26 anni)    | 12    | Comunicaciones     |
| 5  | D    | Carlos Gallardo        | 8 aprile 1984 (27 anni)     | 21    | USAC               |
| 6  | D    | Gustavo Cabrera        | 13 dicembre 1979 (31 anni)  | 81    | Municipal          |
| 7  | D    | Elías Vásquez          | 18 giugno 1992 (18 anni)    | 0     | Comunicaciones     |
| 8  | C    | Gonzalo Romero         | 25 marzo 1975 (36 anni)     | 73    | Municipal          |
| 9  | C    | Wilfred Velásquez      | 10 settembre 1985 (25 anni) | 4     | Suchitepéquez      |
| 10 | C    | José Manuel Contreras  | 19 gennaio 1986 (25 anni)   | 28    | Comunicaciones     |
| 11 | A    | Guillermo Ramírez      | 26 marzo 1978 (33 anni)     | 100   | Municipal          |
| 12 | P    | Paulo César Motta      | 29 marzo 1982 (29 anni)     | 13    | Mictlán            |
| 13 | D    | Edwin González         | 22 febbraio 1982 (29 anni)  | 6     | Mictlán            |
| 14 | C    | Carlos Figueroa        | 19 aprile 1980 (31 anni)    | 38    | Xelajú             |
| 15 | C    | Manuel León            | 23 settembre 1987 (23 anni) | 1     | USAC               |
| 16 | C    | Marco Pappa            | 15 novembre 1987 (23 anni)  | 15    | Chicago Fire       |
| 17 | A    | Dwight Pezzarossi      | 4 settembre 1979 (31 anni)  | 54    | Comunicaciones     |
| 18 | A    | Óscar Isaula           | 9 ottobre 1982 (28 anni)    | 0     | Malacateco         |
| 19 | C    | José Javier del Aguila | 7 marzo 1991 (20 anni)      | 0     | Comunicaciones     |
| 20 | A    | Carlos Ruiz (c)        | 15 settembre 1979 (31 anni) | 87    | Philadelphia Union |
| 21 | P    | Juan Paredes           | 27 novembre 1984 (26 anni)  | 0     | Comunicaciones     |
| 23 | A    | Jairo Arreola          | 20 settembre 1985 (25 anni) | 2     | Comunicaciones     |
| 24 | D    | Jonathan López         | 10 maggio 1988 (23 anni)    | 4     | Marquense          |

### Grenada
Allenatore:  Mike Adams
| N. | Pos. | Giocatore                    | Data nascita (età)          | Pres. | Squadra                |
| -- | ---- | ---------------------------- | --------------------------- | ----- | ---------------------- |
| 1  | P    | Andray Baptiste              | 15 aprile 1977 (34 anni)    |       | Ashford Town           |
| 2  | D    | David Cyrus                  | 8 marzo 1989 (22 anni)      |       | Bradford Park Avenue   |
| 3  | D    | Shanon Phillip               | 9 novembre 1988 (22 anni)   |       | Hurricane              |
| 4  | C    | Craig Rocastle               | 17 agosto 1981 (29 anni)    |       | Sporting Kansas City   |
| 5  | D    | Cassim Langaigne             | 27 febbraio 1980 (31 anni)  |       | Hurricane              |
| 6  | D    | Marc Marshall                | 24 dicembre 1985 (25 anni)  |       | G.B.S.S.               |
| 7  | A    | Marcus Julien                | 30 dicembre 1986 (24 anni)  |       | E.S.S.                 |
| 8  | A    | Delroy Facey                 | 22 aprile 1980 (31 anni)    |       | Lincoln City           |
| 9  | C    | Ricky Charles                | 19 giugno 1975 (35 anni)    |       | Q.P.R.                 |
| 10 | A    | Kithson Bain                 | 26 maggio 1982 (29 anni)    |       | Carolina RailHawks     |
| 11 | C    | Anthony Benedict Modeste (c) | 30 agosto 1975 (35 anni)    |       | Bordeaux               |
| 12 | A    | Clive Murray                 | 5 dicembre 1990 (20 anni)   |       | Paradise               |
| 13 | C    | Dwayne Leo                   | 28 giugno 1982 (28 anni)    |       | South Stars            |
| 14 | D    | Leon Johnson                 | 10 maggio 1981 (30 anni)    |       | Wycombe Wanderers      |
| 15 | D    | Anthony Straker              | 23 settembre 1988 (22 anni) |       | Aldershot Town         |
| 16 | C    | Lancaster Joseph             | 27 agosto 1982 (28 anni)    |       | Hurricane              |
| 17 | C    | Moron Phillip                | 19 marzo 1992 (19 anni)     |       | Hurricane              |
| 19 | C    | Patrick Modeste              | 30 settembre 1976 (34 anni) |       | Q.P.R.                 |
| 20 | C    | Shane Rennie                 | 14 dicembre 1986 (24 anni)  |       | Paradise               |
| 21 | C    | Shalrie Joseph               | 24 maggio 1978 (33 anni)    |       | New England Revolution |
| 22 | A    | Bradley Bubb                 | 20 maggio 1987 (23 anni)    |       | Aldershot Town         |
| 30 | P    | Shemel Louison               | 9 agosto 1990 (20 anni)     |       | Fontenoy United        |
| 34 | P    | Desmond Noel                 | 28 novembre 1974 (36 anni)  |       | Q.P.R.                 |

### Honduras
Allenatore:  Luis Fernando Suárez
| N. | Pos. | Giocatore           | Data nascita (età)          | Pres. | Squadra              |
| -- | ---- | ------------------- | --------------------------- | ----- | -------------------- |
| 1  | P    | Orlin Vallecillo    | 1º luglio 1983 (27 anni)    | 8     | Marathón             |
| 2  | D    | Osman Chávez        | 29 luglio 1984 (26 anni)    | 36    | Platense             |
| 3  | D    | Maynor Figueroa     | 2 maggio 1983 (28 anni)     | 78    | Wigan Athletic       |
| 4  | D    | Johnny Leverón      | 7 febbraio 1990 (21 anni)   | 8     | Motagua              |
| 5  | D    | Víctor Bernárdez    | 24 maggio 1982 (29 anni)    | 42    | Anderlecht           |
| 6  | C    | Hendry Thomas       | 23 febbraio 1985 (26 anni)  | 46    | Wigan Athletic       |
| 7  | C    | Emil Martínez       | 17 settembre 1982 (28 anni) | 59    | Indios               |
| 8  | C    | Wilson Palacios     | 29 luglio 1984 (26 anni)    | 74    | Tottenham            |
| 9  | A    | Jerry Bengtson      | 8 aprile 1987 (24 anni)     | 8     | Motagua              |
| 10 | C    | Ramón Núñez         | 14 novembre 1985 (25 anni)  | 40    | Leeds United         |
| 12 | C    | Alfredo Mejía       | 3 aprile 1990 (21 anni)     | 5     | Real España          |
| 13 | A    | Carlo Costly        | 18 luglio 1982 (28 anni)    | 42    | Atlas                |
| 14 | C    | Óscar García        | 4 settembre 1984 (26 anni)  | 50    | Olimpia              |
| 15 | A    | Walter Martínez     | 28 marzo 1982 (29 anni)     | 45    | Alavés               |
| 16 | D    | Mauricio Sabillón   | 11 novembre 1978 (32 anni)  | 34    | Hangzhou Greentown   |
| 17 | C    | Roger Espinoza      | 25 ottobre 1986 (24 anni)   | 16    | Sporting Kansas City |
| 18 | P    | Noel Valladares (c) | 3 maggio 1977 (34 anni)     | 88    | Olimpia              |
| 19 | C    | Javier Portillo     | 10 giugno 1981 (29 anni)    | 0     | Vida                 |
| 21 | D    | Juan García         | 8 marzo 1988 (23 anni)      | 0     | Olimpia              |
| 22 | P    | Donis Escober       | 3 febbraio 1980 (31 anni)   | 12    | Olimpia              |
| 23 | C    | Edder Delgado       | 20 novembre 1986 (24 anni)  | 4     | Real España          |
| 24 | D    | Brayan Bekeles      | 28 novembre 1985 (25 anni)  | 3     | Vida                 |
| 25 | A    | Eddie Hernández     | 28 gennaio 1991 (20 anni)   | 0     | Platense             |

### Giamaica
Allenatore: Theodore Whitmore
| N. | Pos. | Giocatore                    | Data nascita (età)          | Pres. | Squadra              |
| -- | ---- | ---------------------------- | --------------------------- | ----- | -------------------- |
| 1  | P    | Donovan Ricketts             | 7 giugno 1977 (33 anni)     | 84    | Los Angeles Galaxy   |
| 2  | C    | Richard Edwards              | 29 luglio 1983 (27 anni)    | 24    | Harbour View         |
| 3  | D    | Dicoy Williams               | 7 ottobre 1986 (24 anni)    | 8     | Toronto FC           |
| 4  | D    | Shavar Thomas (c)            | 29 gennaio 1981 (30 anni)   | 40    | Sporting Kansas City |
| 5  | D    | Ian Goodison                 | 21 novembre 1972 (38 anni)  | 113   | Tranmere Rovers      |
| 6  | D    | Jermaine Taylor (calciatore) | 14 gennaio 1985 (26 anni)   | 51    | Svincolato           |
| 7  | C    | Jason Morrison               | 7 giugno 1984 (26 anni)     | 25    | Aalesund             |
| 8  | D    | Eric Vernan                  | 4 luglio 1987 (23 anni)     | 23    | Portmore United      |
| 9  | A    | Ryan Johnson                 | 26 novembre 1984 (26 anni)  | 11    | San Jose Earthquakes |
| 10 | A    | Omar Cummings                | 13 luglio 1982 (28 anni)    | 23    | Colorado Rapids      |
| 11 | C    | Dane Richards                | 14 dicembre 1983 (27 anni)  | 28    | Tottenham            |
| 12 | C    | Demar Phillips               | 23 settembre 1983 (27 anni) | 42    | Aalesund             |
| 13 | P    | Dwayne Miller                | 14 luglio 1987 (23 anni)    | 18    | Syrianska            |
| 14 | D    | Tyrone Marshall              | 12 novembre 1974 (36 anni)  | 82    | Colorado Rapids      |
| 15 | C    | Je-Vaughn Watson             | 22 ottobre 1983 (27 anni)   | 8     | Houston Dynamo       |
| 16 | C    | Omar Daley                   | 25 aprile 1981 (30 anni)    | 63    | Bradford City        |
| 17 | C    | Rodolph Austin               | 1º giugno 1985 (26 anni)    | 38    | Brann                |
| 18 | C    | Keammar Daley                | 18 febbraio 1988 (23 anni)  | 15    | Tivoli Gardens       |
| 19 | D    | Adrian Reid                  | 10 marzo 1985 (26 anni)     | 24    | Vålerenga            |
| 20 | A    | Navion Boyd                  | 10 ottobre 1988 (22 anni)   | 12    | Tivoli Gardens       |
| 21 | A    | Luton Shelton                | 11 novembre 1985 (25 anni)  | 55    | Vålerenga            |
| 22 | C    | Damion Williams              | 20 febbraio 1981 (30 anni)  | 12    | Nybergsund           |
| 23 | P    | Duwayne Kerr                 | 16 gennaio 1987 (24 anni)   | 6     | Strømmen             |

## Gruppo C

### Canada
Allenatore:  Stephen Hart
| N. | Pos. | Giocatore                   | Data nascita (età)          | Pres. | Squadra                |
| -- | ---- | --------------------------- | --------------------------- | ----- | ---------------------- |
| 1  | P    | Lars Hirschfeld             | 17 ottobre 1978 (32 anni)   | 33    | Vålerenga              |
| 2  | C    | Nik Ledgerwood              | 16 gennaio 1985 (26 anni)   | 7     | FSV Francoforte        |
| 3  | D    | Mike Klukowski              | 27 maggio 1981 (30 anni)    | 29    | Ankaragücü             |
| 4  | D    | Kevin McKenna (c)           | 21 gennaio 1980 (31 anni)   | 49    | FC Köln                |
| 5  | D    | André Hainault              | 17 giugno 1986 (24 anni)    | 18    | Houston Dynamo         |
| 6  | C    | Julián de Guzmán            | 25 marzo 1981 (30 anni)     | 44    | Toronto FC             |
| 7  | C    | Terry Dunfield              | 20 febbraio 1982 (29 anni)  | 2     | Vancouver Whitecaps FC |
| 8  | C    | Will Johnson                | 21 gennaio 1987 (24 anni)   | 15    | Real Salt Lake         |
| 9  | A    | Rob Friend                  | 23 gennaio 1981 (30 anni)   | 29    | Hertha Berlino         |
| 10 | A    | Ali Gerba                   | 4 settembre 1981 (29 anni)  | 29    | Montreal Impact        |
| 11 | C    | Josh Simpson                | 15 maggio 1983 (28 anni)    | 32    | Manisaspor             |
| 12 | C    | Pedro Pacheco               | 27 giugno 1984 (26 anni)    | 3     | Santa Clara            |
| 13 | C    | Atiba Hutchinson            | 8 febbraio 1983 (28 anni)   | 52    | PSV                    |
| 14 | C    | Dwayne De Rosario           | 15 maggio 1978 (33 anni)    | 55    | New York Red Bulls     |
| 15 | D    | David Edgar                 | 19 maggio 1987 (24 anni)    | 2     | Burnley                |
| 16 | A    | Tosaint Ricketts            | 6 agosto 1987 (23 anni)     | 2     | Politehnica Timişoara  |
| 17 | A    | Simeon Jackson              | 28 marzo 1987 (24 anni)     | 15    | Norwich City           |
| 18 | P    | Milan Borjan                | 23 ottobre 1987 (23 anni)   | 2     | Rad Beograd            |
| 19 | C    | Marcel de Jong              | 15 ottobre 1986 (24 anni)   | 16    | Augsburg               |
| 20 | D    | Jaime Peters                | 4 maggio 1987 (24 anni)     | 24    | Ipswich Town           |
| 21 | C    | Jonathan Beaulieu-Bourgault | 27 settembre 1988 (22 anni) | 3     | Preußen Münster        |
| 22 | P    | Haidar Al-Shaïbani          | 31 marzo 1984 (27 anni)     | 1     | Nîmes                  |
| 23 | C    | Issey Nakajima-Farran       | 16 maggio 1984 (27 anni)    | 24    | Horsens                |

### Guadalupa
Allenatore: Roger Salnot
| N. | Pos. | Giocatore           | Data nascita (età)          | Pres. | Squadra              |
| -- | ---- | ------------------- | --------------------------- | ----- | -------------------- |
| 1  | P    | Franck Grandel      | 17 marzo 1978 (33 anni)     | 13    | Dijon                |
| 2  | D    | Miguel Comminges    | 16 marzo 1982 (29 anni)     | 10    | Southend United      |
| 3  | D    | Stéphane Zubar      | 9 ottobre 1986 (24 anni)    | 0     | Plymouth Argyle      |
| 4  | D    | Ulick Lupede        | 1º giugno 1984 (27 anni)    | 4     | Covilhã              |
| 5  | D    | Eddy Viator         | 2 giugno 1982 (29 anni)     | 11    | svincolato           |
| 6  | C    | David Fleurival     | 19 febbraio 1984 (27 anni)  | 14    | Metz                 |
| 7  | A    | Loïc Loval          | 28 settembre 1981 (29 anni) | 13    | Utrecht              |
| 8  | C    | Dimitri Fautrai     | 24 febbraio 1986 (25 anni)  | 5     | Morne-à-l'Eau        |
| 9  | A    | Ludovic Gotin       | 25 luglio 1985 (25 anni)    | 20    | Le Moule             |
| 10 | C    | Therry Racon        | 1º maggio 1984 (27 anni)    | 0     | Charlton Athletic    |
| 11 | A    | Livio Nabab         | 14 giugno 1988 (22 anni)    | 8     | Caen                 |
| 12 | C    | Thomas Gamiette     | 21 giugno 1986 (24 anni)    | 4     | Reims                |
| 13 | D    | Jean-Luc Lambourde  | 10 aprile 1980 (31 anni)    | 37    | Amical Club          |
| 14 | C    | Grégory Gendrey     | 10 luglio 1986 (24 anni)    | 20    | Olympic Charleroi    |
| 15 | D    | Julien Ictoi        | 22 marzo 1978 (33 anni)     | 12    | Le Moule             |
| 16 | P    | Fabrice Mercury     | 6 agosto 1981 (29 anni)     | 14    | Le Moule             |
| 17 | C    | Cédric Collet       | 7 marzo 1984 (27 anni)      | 11    | Beauvais             |
| 18 | A    | Brice Jovial        | 25 gennaio 1984 (27 anni)   | 0     | Le Havre             |
| 19 | C    | Stéphane Auvray (c) | 4 settembre 1981 (29 anni)  | 19    | Sporting Kansas City |
| 20 | C    | Larry Clavier       | 9 gennaio 1981 (30 anni)    | 10    | Freamunde            |
| 21 | A    | Richard Socrier     | 28 marzo 1979 (32 anni)     | 5     | Ajaccio              |
| 22 | D    | Mickaël Tacalfred   | 23 aprile 1981 (30 anni)    | 8     | Reims                |
| 23 | P    | Christophe Olol     | 30 agosto 1980 (30 anni)    | 0     | Sainte-Rose          |

### Panama
Allenatore: Julio Dely Valdés
| N. | Pos. | Giocatore         | Data nascita (età)          | Pres. | Squadra              |
| -- | ---- | ----------------- | --------------------------- | ----- | -------------------- |
| 1  | P    | Jaime Penedo      | 26 settembre 1981 (29 anni) |       | Municipal            |
| 3  | D    | Harold Cummings   | 1º marzo 1992 (19 anni)     |       | River Plate          |
| 4  | C    | Aramis Haywood    | 3 aprile 1985 (26 anni)     |       | Plaza Amador         |
| 5  | D    | Román Torres      | 20 marzo 1986 (25 anni)     |       | La Equidad           |
| 6  | C    | Gabriel Gómez     | 29 maggio 1984 (27 anni)    |       | La Equidad           |
| 7  | A    | Blas Pérez        | 13 marzo 1981 (30 anni)     |       | San Luis             |
| 8  | A    | Gabriel Torres    | 13 ottobre 1988 (22 anni)   |       | San Francisco        |
| 9  | A    | Renán Addles      | 7 novembre 1989 (21 anni)   |       | The Strongest        |
| 10 | C    | Nelson Barahona   | 22 novembre 1987 (23 anni)  |       | Caracas              |
| 11 | C    | Armando Cooper    | 26 novembre 1987 (23 anni)  |       | Árabe Unido          |
| 12 | P    | Luis Mejía        | 16 marzo 1991 (20 anni)     |       | Toulouse             |
| 13 | D    | Adolfo Machado    | 14 febbraio 1985 (26 anni)  |       | Comunicaciones       |
| 14 | D    | Eduardo Dasent    | 12 ottobre 1988 (22 anni)   |       | Atlético Bucaramanga |
| 15 | D    | Eric Davis        | 31 marzo 1991 (20 anni)     |       | Árabe Unido          |
| 16 | A    | Luis Rentería     | 13 settembre 1988 (22 anni) |       | Real Cartagena       |
| 17 | D    | Luis Henríquez    | 23 novembre 1981 (29 anni)  |       | Lech Poznań          |
| 18 | A    | Luis Tejada       | 23 agosto 1982 (28 anni)    |       | Juan Aurich          |
| 19 | C    | Alberto Quintero  | 18 dicembre 1987 (23 anni)  |       | Ontinyent            |
| 20 | C    | Aníbal Godoy      | 10 febbraio 1990 (21 anni)  |       | Chepo                |
| 21 | C    | Amilcar Henríquez | 2 agosto 1983 (27 anni)     |       | Atlético Huila       |
| 22 | C    | Eybir Bonaga      | 19 maggio 1986 (25 anni)    |       | San Francisco        |
| 23 | D    | Felipe Baloy (c)  | 24 febbraio 1981 (30 anni)  |       | Santos Laguna        |
| 24 | P    | Kevin Melgar      | 19 novembre 1992 (18 anni)  |       | Alianza              |

### Stati Uniti
Allenatore:  Bob Bradley
| N. | Pos. | Giocatore            | Data nascita (età)         | Pres. | Squadra              |
| -- | ---- | -------------------- | -------------------------- | ----- | -------------------- |
| 1  | P    | Tim Howard           | 6 marzo 1979 (32 anni)     | 58    | Everton              |
| 2  | D    | Jonathan Spector     | 1º marzo 1986 (25 anni)    | 30    | West Ham United      |
| 3  | D    | Carlos Bocanegra (c) | 25 maggio 1979             | 87    | Saint-Étienne        |
| 4  | C    | Michael Bradley      | 31 luglio 1987             | 52    | Aston Villa          |
| 5  | D    | Oguchi Onyewu        | 13 maggio 1982             | 59    | Twente               |
| 6  | D    | Steve Cherundolo     | 19 febbraio 1979 (32 anni) | 65    | Hannover 96          |
| 7  | C    | Maurice Edu          | 18 aprile 1986             | 21    | Rangers              |
| 8  | C    | Clint Dempsey        | 9 marzo 1983               | 70    | Fulham               |
| 9  | A    | Juan Agudelo         | 23 novembre 1992           | 4     | New York Red Bulls   |
| 10 | C    | Landon Donovan       | 4 marzo 1982               | 130   | Los Angeles Galaxy   |
| 11 | A    | Chris Wondolowski    | 28 gennaio 1983 (28 anni)  | 1     | San Jose Earthquakes |
| 12 | D    | Jonathan Bornstein   | 7 novembre 1984            | 37    | Tigres               |
| 13 | C    | Jermaine Jones       | 3 novembre 1981            | 4     | Blackburn            |
| 14 | D    | Eric Lichaj          | 17 novembre 1988           | 3     | Leeds                |
| 15 | D    | Tim Ream             | 5 ottobre 1987             | 3     | New York Red Bulls   |
| 16 | C    | Sacha Kljestan       | 9 settembre 1985           | 26    | Anderlecht           |
| 17 | A    | Jozy Altidore        | 6 novembre 1989            | 34    | Bursaspor            |
| 18 | P    | Nick Rimando         | 17 giugno 1979             | 5     | Real Salt Lake       |
| 19 | C    | Robbie Rogers        | 12 maggio 1987 (24 anni)   | 13    | Columbus Crew        |
| 20 | C    | Freddy Adu           | 2 giugno 1989 (22 anni)    | 15    | Çaykur Rizespor      |
| 21 | D    | Clarence Goodson     | 17 maggio 1982 (29 anni)   | 17    | Brøndby              |
| 22 | C    | Alejandro Bedoya     | 19 gennaio 1985            | 8     | Örebro               |
| 23 | P    | Marcus Hahnemann     | 15 giugno 1972             | 9     | Svincolato           |